# Diane Solomon
Diane Solomon est une chanteuse américaine. Elle fit partie du groupe qui représenta le Luxembourg au Concours Eurovision de la chanson 1985 avec la chanson Children, Kinder, Enfants.

## Biographie
Après un BSc à l'université de l'Oregon, spécialisé en communication et arts du théâtre, elle arrive au Royaume-Uni au début des années 1970, dans l'intention d'entrer dans la Royal Academy of Dramatic Art. Mais elle est repérée par un dirigeant de la BBC (John R King) alors qu'elle joue à la guitare et chante des chansons folkloriques lors d'une fête privée du Nouvel An à Londres. Après un casting, elle a sa propre émission The Diane Solomon Show sur BBC One. La première est une émission spéciale d'une heure remplie de chansons et d'interviews, diffusée le 24 décembre 1974, avec des invités comme Demis Roussos, Spike Milligan et Arthur Negus. Son album Take two sorti en 1975 atteint la 26e place des ventes au Royaume-Uni.
Elle retourne aux États-Unis. Elle continue une carrière en amatrice et exerce le métier de nutritioniste et d'homéopathe.

## Discographie
- 1974 : The Diane Solomon Showcase
- 1975 : Take Two
- 1976 : Mixed Feelings

## Source de la traduction
- (en) Cet article est partiellement ou en totalité issu de l’article de Wikipédia en anglais intitulé « Diane Solomon » (voir la liste des auteurs).